# Mamonovo
Manonovo (Russisch: Мамоново; Duits: Heiligenbeil; Pools: Święta Siekierka of Świętomiejsce; Litouws: Šventpilis) is een stad in de Russische oblast Kaliningrad. De stad had 7.393 inwoners bij de volkstelling van 2002.

## Naam
Al voor 1272 bevond zich hier een nederzetting van de Pruisen genaamd "Swento mest" (pruisisch swentas of swints = heilig / mestan = stad), waarvan de naam als „Heilige Stad“ en heidense verkondigingsplaats bestempeld kan worden. Na 1272 kwam dit gebied aan de Duitse Orde. De stad werd in 1301 onder de naam Heiligenstadt door de Duitse Orde naar Keuls recht in de buurt van de Pruisische aanbiddingsplaats Swentomest gesticht. Al in 1344 werd de naam Heiligenstadt omgezet naar Heiligenbeil. Het woorddeel "beil“ wordt ontleend aan het Pruisische woord "bila" (betekent prediken/spreken/taal) en niet aan het voor de hand liggende woord beile/bijl, ofschoon die bijlen sinds 1440 in de stadswapens staan. 
In 1945 werd de stad geannexeerd door de Sovjet-Unie en hernoemd in Mamonovo, vernoemd naar een Sovjet-commandant Nikolai Vasilyevich Mamonov, die op 26 oktober 1944 sneuvelde vlak bij Pułtusk. Hem werd postuum de titel Held van de Sovjet-Unie gegeven.

## Geschiedenis
De eerste Ridders van de Duitse Orde waren per schip over de Frische Haff in 1238 aan de oever van de Balga geland. Al voor 1272 bevond zich hier een nederzetting van de Pruisen genaamd "Swentomest" als heidense verkondigingsplaats. Na 1272 kwam dit gebied dus aan de Duitse Orde. In 1349 werd hun kerk ingewijd. 
In de jaren 1463, 1519, 1520, 1571, 1677 en ook in de 19e eeuw werd de stad door stadbranden geteisterd. De inwoners leefden voornamelijk van handarbeid en akkerbouw; ook werd in de stad bier gebrouwen, dat tevens aan de omliggende dorpen geleverd werd. In de 18e eeuw was er een Latijnse school, waaraan drie leraren waren verbonden. Heiligenbeil zelf lag niet aan de Frischen Haff, maar ontwikkelde zich hier onder de rook van de havenplaats Rosenberg.
De stad sloot zich aan bij een verbond tegen de Duitse orde en verzocht de Poolse koning om in vervolg onderdeel van zijn Koninkrijk te mogen uitmaken. Dat verzoek werd in 1454 ingewilligd. In de daarop dertien jaar durende Teutoonse-Poolse oorlog werd de stad weer ingenomen door de Duitse Orde en in het vredesverdrag werd bepaald dat het Pools bleef, maar dat het bestuur van de stad aan de Duitse orde kwam. Later in 1525 werd het gezag van de Duitse Orde overgedragen aan het Hertogdom Pruisen. Het werd in 1701 formeel onderdeel van het koninkrijk Pruisen en vanaf 1871 Duitsland. Van 1819 tot in 1945 was Heiligenbeil de regiostad van de gelijknamige regio.
In het begin van de 20e eeuw had Heiligenbeil een Evangelische kerk, een Rooms-katholieke kerk, een landbouwschool, een rechtbank, een machinefabriek, een voedselverwerkingsbedrijf en molens, met in 1939 12.100 inwoners.
Bij de landelijke verkiezingen op 5 maart 1933 haalden de NSDAP en de met haar verbonden partij DNVP in de regio Heiligenbeil een aandeel van wel 70% (Landelijk gemiddeld 52%). Van 1936 tot in 1945 bevond zich hier aan de oostzijde het militaire vliegveld Heiligenbeil. Na 1939 werd hier een werkkamp van het concentratiekamp Stutthof gesticht.
Tijdens de Tweede Wereldoorlog vonden hier tussen januari en maart 1945 hevige gevechten plaats met het Russische leger. De nationaalsocialistische regioleider Erich Koch verbood de tijdige evacuering van de bevolking en stelde zware straffen in voor vluchtelingen. In de winterweken daarvoor waren al honderdduizenden mensen totaal chaotisch (onder andere gehinderd door het Duitse leger) uit alle delen van Oost-Pruisen gevlucht – waaronder 
het grootste deel van de bevolking van de regio Heiligenbeil – over het ijs van de Haffs naar de reddende schepen in Pillau of via de landweg naar Danzig. Tijdens de strijd ontwikkelde zich hier een ingesloten pocket. Na wekenlang verzet van het Duitse 4e leger tegen meerdere Russische legers viel Heiligenbeil. Op 29 maart 1945 scheepten zich de laatste Duitse soldaten in aan de oever van de Haff onder de bergruïne Balga in de richting van Pillau. De bijna symmetrisch aangelegde binnenstad was tijdens de strijd volledig vernietigd.
Van de ongeveer 53.000 inwoners van de regio Heiligenbeil verloren circa 20 procent hun leven door de strijd en de latere gevolgen hiervan.
Op 17 oktober 1945 werd Oostpruisen volgens het verdrag van Potsdam door de Russische bezettingsmacht voorlopig in twee bezettingszones ingedeeld. Daarbij werd, tegen de oorspronkelijke plannen in, de regio toch opgedeeld. De noordelijk helft van Oostpruisen, met de stad Heiligenbeil, kwam onder Russisch bestuur, terwijl de zuidelijke helft aan de Volksrepubliek Polen kwam. De grens tussen deze twee zones verliep zuidelijk met een horizontale lijn van Leisuhnen, Heiligenbeil, Deutsch Thierau, Hermsdorf-Pellen, Zinten, Schwengels en Robitten. Alles ten noorden daarvan kwam onder Russisch beheer. De laatste Duitsers in het Russische deel werden in 1948 uitgezet. Talrijke dorpen werden helemaal opgeheven, waarbij huizen en straten verdwenen. Sinds de ineenstorting van de Sovjet-Unie zijn de stad en regio onderdeel van Rusland.
De stad Heiligenbeil en haar omliggende dorpen waren bij het einde van de oorlog bijna volledig verwoest. Alleen Heiligenbeil zelf heeft weer een redelijke grootte bereikt en wordt tegenwoordig door ongeveer 8.000 personen bewoond. Het nieuwe centrum van de stad ligt noordwestelijk van het oude, in de buurt van de verwoeste katholieke kerk, terwijl de oude binnenstad braak ligt. Fundamenten en het stratenpatroon daarvan zijn nauwelijks nog te herkennen, delen van de Evangelische kerk steken naast een speelplaats uit, een paar woonblokken uit de 1960er- of 1970er-jaren werden op het terrein van de oude binnenstad neergezet. Het enige behouden oude gebouw op het gebied van de binnenstad is de Heiligenbeiler Brouwerij. De ruïne bevindt zich in het zuidwestelijk deel hiervan. De omliggende dorpen zijn niet meer dan een gehucht geworden. Vanwege haar strategische ligging werd de stad evenals Laduschkin als marinebasis ingericht. 
De Duitse oorlogsbegraafplaats Heiligenbeil was al aangelegd in de Tweede Wereldoorlog, met ongeveer 3500 graven. Later zijn er nog 1536 graven aan toegevoegd uit deze regio.
Bestuurlijk centrum: Kaliningrad

Bagrationovsk · Baltiejsk · Goerjevsk · Goesev · Gvardejsk · Krasnoznamensk · Ladoesjkin · Lozovoje · Mamonovo · Neman · Nesterov · Ozjorsk · Pionerski · Polessk · Pravdinsk · Slavsk · Sovjetsk · Svetlogorsk · Svetly · Tsjernjachovsk · Vesjoloje · Zelenogradsk